# 富田智美
富田 智美（とみた さとみ、1976年5月17日 - ）は、元山梨放送 (YBS) のアナウンサー。

## 来歴
山梨県大月市出身。兄は映画監督の富田克也。
甲府市立上条中学校・山梨県立甲府南高等学校・早稲田大学を卒業後、1999年4月に山梨放送に入社。
レギュラー出演していた『ともちゃん家の5時』でトミーという愛称が定着。以降、テレビ・ラジオの双方で数々の番組に出演していた。
2005年4月よりYBSラジオの『765morning』で山梨放送の朝の顔となる。担当番組以外でも、本来の女性担当者が出演できない時に代打出演し、特別番組でもメイン司会・パーソナリティを務めることが多かった。
2007年6月2日放送の『ともちゃん家の5時』にて結婚を報告。さらにその後、同月25日放送のYBSラジオ特別番組『R-指定』と同月30日放送の『ともちゃん家の5時』にてイギリスに移住することを報告し、同日をもって山梨放送を退社した。
なお、退社前1週間の期間中に富田が出演した番組では卒業企画が放送された。
- YBSラジオ特別番組 R-指定（2007年6月25日） - エンディングでラジオ番組最後の出演ということでまとめのメッセージを放送。
- 暗闇で逢いましょう（2007年6月30日＝29日深夜放送分） - 映画監督の矢崎仁司を迎え、短編作品を制作・放送。
- ともちゃん家の5時（2007年6月30日放送分） - 歴代のともちゃん、なおくんが選んだトミーのベストショットを放送。

イギリス・カンタベリーへ移住してからも山梨放送関連の仕事をたびたび受けており、2008年1月からは同局のメールマガジン『YBSクラブ』でコラムを連載していた。2010年2月には山梨放送と甲府CATV (NNS) で、富田が出演する地上デジタル放送関連のCMが随時放送された。
2011年にカナダ・バンクーバーへ転居。

## 担当番組

### テレビ番組
- ただいま☆（2005年3月の最終回まで）
- 山梨知的探検隊ゆうひのジャングル（2006年3月の最終回まで） - 金曜担当。2005年10月からはオープニングナレーションも兼務。
- 六輔や五七五の旅の空（2006年2月19日） - 他の日本テレビ系列局でもオンエアされた。
- 六輔芸の旅〜芸という字はどうしてくさかんむり？（2007年2月18日） - 他の日本テレビ系列局でもオンエアされた。
- ともちゃん家の5時（1999年10月 - 2007年6月30日） - 進行、トミーの勝手に教養講座、CMナレーションなどを担当。
- 暗闇で逢いましょう（2006年10月 - 2007年6月30日＝29日深夜） - その後も2007年7月28日＝27日深夜放送分において、イギリスからのレポートを行った。

### ラジオ番組
- ガンバ・LA・ねっと
- 甲府シャイニータウン
- 100万人の日曜日
- 765morning（2005年4月4日 - 2007年3月28日） - 月曜・火曜・水曜担当